# مسیر انقلابی: زنده در میلتون کینز
مسیر انقلابی: زنده در میلتون کینز (انگلیسی: Road to Revolution: Live at Milton Keynes) دومین آلبوم زنده و چهارمین دی‌وی‌دی گروه راک آمریکایی لینکین پارک است که در ۲۱ نوامبر ۲۰۰۸ توسط وارنر رکوردز منتشر شد.

## جدول‌های موسیقی
Illegal chart entered UKRock|۴

| جدول (۲۰۰۸)                              | بالاترین جایگاه |
| ---------------------------------------- | --------------- |
| آلبوم‌های استرالیایی (ای‌آرآی‌ای)           | ۲۴              |
| آلبوم‌های اتریشی (آلبوم‌های او۳)           | ۱۴              |
| آلبوم‌های بلژیکی (اولتراتاپ فلاندرز)      | ۴۷              |
| آلبوم‌های بلژیکی (اولتراتاپ والونیا)      | ۲۸              |
| آلبوم‌های چک (سی‌ان‌اس آی‌اف‌پی‌آی)            | ۱۲              |
| آلبوم‌های دانمارکی (هیت‌لیستن)             | ۳۸              |
| آلبوم‌های هلندی (جدول‌های هلند)            | ۵۴              |
| آلبوم‌های فرانسوی (اس‌ان‌ئی‌پی)              | ۱۲              |
| آلبوم‌های آلمانی (۱۰۰ آلبوم برتر رسمی)    | ۱۱              |
| آلبوم‌های یونان (آی‌اف‌پی‌آی یونان)          | ۲               |
| آلبوم‌های ایرلندی (انجمن صنعت ضبط ایرلند) | ۸۱              |
| آلبوم‌های ایتالیایی (فیمی)                | ۱۷              |
| آلبوم‌های ژاپن (اوریکون)                  | ۶               |
| آلبوم‌های مکزیک (تاپ ۱۰۰ مکزیک)           | ۶۰              |
| آلبوم‌های نیوزیلندی (آرام‌ان‌زد)            | ۱۷              |
| آلبوم‌های نروژی (وی‌جی-لیستا)              | ۱۵              |
| آلبوم‌های پرتغالی (ای‌اف‌پی)                | ۲               |
| آلبوم‌های اسکاتلندی (شرکت جدول‌های رسمی)   | ۶۴              |
| آلبوم‌های اسپانیایی (پروموزیکای)          | ۱۷              |
| آلبوم‌های سوئدی (برترین‌های سوئد)          | ۵۴              |
| آلبوم‌های سوئیسی (جدول موسیقی سوئیس)      | ۱۶              |
| آلبوم‌های بریتانیا (شرکت جدول‌های رسمی)    | ۵۸              |
| بیلبورد ۲۰۰ ایالات متحده                 | ۴۱              |

Illegal chart entered SwedenMV|۱۹

| جدول (۲۰۱۷)                | بالاترین جایگاه |
| -------------------------- | --------------- |
| آلبوم‌های مجارستانی (ماهاز) | ۳۹              |

## گواهی‌نامه‌ها و فروش‌ها
| منطقه                                                              | گواهی    | واحد گواهی‌شده/فروش |
| ------------------------------------------------------------------ | -------- | ------------------ |
| استرالیا (آی‌اف‌پی‌آی استرالیا)                                       | Gold     | ۳۵٬۰۰۰^            |
| آلمان (بی‌وی‌ام‌آی)                                                   | Platinum | ۲۰۰٬۰۰۰^           |
| ایتالیا sales in 2008                                              | —        | ۴۰٬۰۰۰             |
| ایتالیا (اف‌آی‌ام‌آی) sales since 2009                                | Gold     | ۳۰٬۰۰۰*            |
| نیوزیلند (آرآی‌ای‌ان‌زد)                                              | Gold     | ۷٬۵۰۰^             |
| پرتغال (انجمن صنفی گرامافون)                                       | Platinum | ۲۰٬۰۰۰^            |
| سوئیس (آی‌اف‌پی‌آی سوئیس)                                             | Gold     | ۱۵٬۰۰۰^            |
| بریتانیا (بی‌پی‌آی)                                                  | Silver   | ۶۰٬۰۰۰^            |
| * رقم فروش تنها بر پایهٔ گواهی‌ها. ^ رقم توزیع تنها بر پایهٔ گواهی‌ها. |          |                    |

## تاریخه انتشار
| منطقه    | تاریخ انتشار   |
| -------- | -------------- |
| اروپا    | ۲۱ نوامبر ۲۰۰۸ |
| بریتانیا | ۲۴ نوامبر ۲۰۰۸ |
| جهانی    | ۲۴ نوامبر ۲۰۰۸ |
| استرالیا | ۱ دسامبر ۲۰۰۸  |
| نیوزیلند | ۱ دسامبر ۲۰۰۸  |